# Mark Fisher
Mark Fisher, znany również jako k-punk (ur. 11 lipca 1968 w Leicester, zm. 13 stycznia 2017 w Felixstowe) – brytyjski pisarz, bloger, krytyk literacki, muzyczny i filmowy, teoretyk kultury, filozof i nauczyciel akademicki, wykładowca w Department of Visual Cultures na University of London. Stał się znany dzięki tekstom na swoim blogu pisanym pod pseudonimem k-punk we wczesnych latach 2000., autor książki Realizm kapitalistyczny. Głównym punktem jego rozważań był destruktywny wpływ kapitalizmu na kulturę i zdrowie psychiczne człowieka.

## Życiorys
Fisher urodził się w Leicester i wychował w Loughborough w rodzinie konserwatywnych rodziców z klasy robotniczej; jego ojciec był technikiem inżynierem, a matka sprzątaczką. Uczęszczał do miejscowej szkoły powszechnej. Na Fishera w młodości wywarła wpływ post-punkowa prasa muzyczna późnych lat 70., zwłaszcza gazety takie jak „NME”, które łączyły muzykę z polityką, filmem i fikcją. Był również pod wpływem związku między kulturą klasy robotniczej a piłką nożną.
W 1989 kończył filologię angielską i filozofię na Uniwersytecie w Hull, a w 1999 obronił doktorat na Uniwersytecie w Warwick, zatytułowany Flatline Constructs: Gothic Materialism and Cybernetic Theory-Fiction. W tym czasie Fisher był członkiem założycielem interdyscyplinarnego kolektywu znanego jako Cybernetic Culture Research Unit, który był związany z akceleracjonistyczną myślą polityczną i twórczością filozofów Sadie Plant i Nicka Landa. Tam zaprzyjaźnił się i wywarł wpływ na producenta Kode9, który później założył wytwórnię Hyperdub. Na początku lat 90. tworzył również muzykę w ramach grupy techno D-Generation, m.in. wydając album Entropy in the UK.
Po okresie nauczania w college'u uzupełniającym jako wykładowca filozofii Fisher założył w 2003 swój blog o teorii kultury, k-punk. Krytyk muzyczny Simon Reynolds opisał go jako „jednoosobowy magazyn lepszy od większość czasopism w Wielkiej Brytanii” i jako centralne centrum „konstelacji blogów”, w których dziennikarze, naukowcy i współpracownicy dyskutowali wspólnie o kulturze popularnej, muzyce, filmie, polityce i teorii krytycznej. „Vice” opisał później jego twórczość jako „klarowną i odkrywczą, biorącą znaną nam literaturę, muzykę, kino i bez wysiłku ujawniającą ich wewnętrzne sekrety”. Fisher wykorzystywał blog jako bardziej elastyczne i wolne od akademickich wymogów miejsce do publikowania tekstów. Był także współzałożycielem forum Dissensus wraz z pisarzem Mattem Ingramem.
Następnie Fisher wykładał na Goldsmiths College, pracował również jako redaktorem prowadzący w Zero Books, członek rady redakcyjnej „Interference: A Journal of Audio Culture” i serii Spekulative Realism wydawanej przez Edinburgh University Press oraz pełniący obowiązki zastępcy redaktora naczelnego w „The Wire”. W 2009 wydał The Resistible Demise of Michael Jackson, zbiór krytycznych esejów na temat kariery i śmierci Michaela Jacksona oraz Realizm kapitalistyczny. Czy nie ma alternatywy? (org. Capitalist Realism: Is There No Alternative?), analizę ideologicznych skutków neoliberalizmu w kulturze współczesnej.
Fisher był wczesnym krytykiem kultury unieważniania (ang. cancel culture), w 2013 opublikował na ten temat kontrowersyjny esej zatytułowany Wyjście z zamku wampirów (org. Exiting the Vampire Castle), w którym przedstawia krytyczną diagnozę brytyjskiej lewicy. Zarzuca jej m.in. pominięcie refleksji klasowej i przesadną koncentrację na kwestiach tożsamościowych. Twierdził, że kultura unieważnienia stworzyła przestrzeń, „gdzie solidarność jest niemożliwa, ale poczucie winy i strach są wszechobecne”. Argumentował również, że ogranicza każdą kwestię polityczną do krytykowania zachowania jednostek, zamiast zajmować się kwestiami politycznymi poprzez działania zbiorowe. W 2014 Fisher opublikował Ghosts of My Life: Writings on Depression, Hauntology and Lost Futures, zbiór esejów na podobne tematy widziane przez pryzmat muzyki, filmu i hauntologii. Sporadycznie brał także udział w wielu publikacjach, w tym w magazynach muzycznych „Fact” i „The Wire”. W 2016 wraz z Kodwo Eshunem i Gavinem Buttem współredagował krytyczną antologię ery post-punkowej zatytułowaną Post-Punk Then and Now, opublikowaną przez Repeater Books.

## Śmierć
Fisher przez większość swojego życia cierpiał na depresję, co finalnie doprowadziło go do śmierci. 13 stycznia 2017 popełnił samobójstwo poprzez powieszenie się w swoim domu przy King Street w Felixstowe w wieku 48 lat, na krótko przed publikacją swojej najnowszej książki The Weird and the Eerie (2017). Szukał leczenia psychiatrycznego w tygodniach poprzedzających jego śmierć, ale jego lekarz ogólny był w stanie zaoferować jedynie spotkania telefoniczne w celu omówienia skierowania. Zdrowie psychiczne Fishera pogorszyło się od maja 2016, co doprowadziło do podejrzenia przedawkowania w grudniu 2016 roku, kiedy został przyjęty do szpitala Ipswich. Omówił swoje zmagania z depresją w artykułach oraz książce Ghosts of My Life. Według Simona Reynoldsa, Fisher argumentował, że „pandemia psychicznej udręki, która dotyka nasze czasy, nie może być właściwie zrozumiana ani uleczona, jeśli postrzega się ją jako prywatny problem, na który cierpią jednostki poszkodowane”.  

## Publikacje
- The Resistible Demise of Michael Jackson (redaktor; 2009)
- Capitalist Realism: Is There No Alternative? (2009); polskie wydanie: Realizm kapitalistyczny. Czy nie ma alternatywy? (2020)
- Ghosts of My Life: Writings on Depression, Hauntology and Lost Futures (2014)
- Post-Punk Then and Now (redaktor, razem z Gavin Butt i Kodwo Eshun; 2016)
- The Weird and the Eerie (2017); polskie wydanie: Dziwaczne i osobliwe (2023)
- Flatline Constructs: Gothic Materialism and Cybernetic Theory-Fiction (2018)
- k-punk: The Collected and Unpublished Writings of Mark Fisher (2004–2016) (2018)
- Postcapitalist Desire: The Final Lectures (2020)